# Maurice Couyba

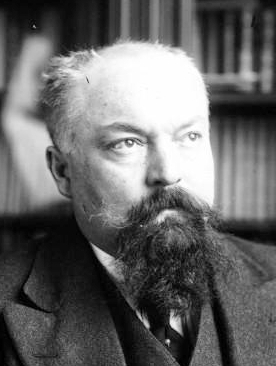
Maurice Couyba (1914)

Charles-Maurice Couyba (Pseudonym Maurice Boukay; * 1. Januar 1866 in Dampierre-sur-Salon; † 18. November 1931 in Paris) war ein französischer Politiker, Literaturkritiker, Lyriker und Chansonnier.

## Leben

### Ausbildung und Politik
Der Sohn eines Hoteliers studierte nach dem Schulbesuch Kunst und Jura. 1895 wurde er Stadtrat seiner Geburtsstadt. Ab 1897 war er Mitglied im Generalrat (Frankreich) des Départements Haute-Saône, von 1907 bis 1920 war er Mitglied des Senats für Haute-Saône. Im Kabinett von Joseph Caillaux war er von 1911 bis 1912 Minister für Handel und Industrie, 1914 unter Ministerpräsident René Viviani im Kabinett Viviani Minister für Arbeit und Soziales. 1920 zog er sich aus der aktiven Politik zurück und wirkte danach u. a. als Direktor der École nationale des arts décoratifs und Ehrenpräsident der Société des auteurs et compositeurs de musique. 1926 wurde er zum Offizier der Ehrenlegion ernannt.

### Künstlerisches Schaffen
Daneben betätigte sich Couyba unter dem Namen Maurice Boukay als Schriftsteller. In den 1890er Jahren veröffentlichte er mehrere Gedichtbände, deren erster – Chansons d’amour – 1893 mit einem Vorwort von Paul Verlaine erschien. Viele seiner Gedichte wurden von Paul Delmet vertont; großen Erfolg hatten die Stances à Manon. Als Journalist schrieb er Artikel für die Zeitschriften Gil Blas, L’Événement und die Revue bleue.
Tu t'en iras les pieds devant wurde von Marcel Legay vertont und von Georges Brassens interpretiert. 1913 vertonte Camille Saint-Saëns sein Gedicht Des pas dans l'allée.
Mit A. La Rochefoucault und Jules Bois gründete er die Revue Le coeur. Für Jules Massenet verfasste er gemeinsam mit Georges Spitzmuller das Libretto zu der Oper Panurge nach François Rabelais’ Gargantua und Pantagruel, die 1913 uraufgeführt wurde. Als Chansonnier trat er u. a. im berühmten Le Chat Noir auf. Schließlich verfasste er eine Reihe kultur- und literaturtheoretischer Schriften.

## Werke
- Chansons d'amour, 1893
- Nouvelles chansons, 1895
- Chansons rouges, 1897
- Chansons du peuple, 1906
- Panurge, Opernlibretto
- Classiques et Modernes
- Arts et Démocratie
- L’art et l'Ecole
- Le Parlement français
- Le Droit de l'Enfant
- Le Théâtre social
- Les Beaux-arts et la Nation